# Robert Smith (matemático)
Robert Smith (1689 — 2 de fevereiro de 1768) foi um matemático e músico teórico inglês.
Foi Professor Plumiano de Astronomia e Filosofia Experimental, de 1716 a 1760.

## Vida
Smith provavelmente nasceu em Lea perto de Gainsborough, filho de John Smith, o reitor de Gate Burton, Lincolnshire e sua esposa Hannah Cotes. Depois de frequentar a Queen Elizabeth's Grammar School, Gainsborough (agora Queen Elizabeth's High School), ingressou no Trinity College, Cambridge, em 1708, tornando-se membro menor em 1714, membro principal em 1715 e membro sênior em 1739, foi escolhido Mestre em 1742, em sucessão para Richard Bentley. De 1716 a 1760 foi Professor Plumiano de Astronomia.

## Obras
- Robert Smith, Harmonics, or, The Philosophy of Musical Sounds, Printed by J. Bentham, and sold by W. Thurlbourn, 1749.
- Robert Smith (1738). A Compleat System of Opticks. Cambridge: [s.n.]